# مانسفيلد تاون
نادي مانسفيلد تاون (بالإنجليزية: .Mansfield Town F.C)‏ هو نادي كرة قدم بريطاني أٌسس عام 1897. يلعب النادي في دوري الدرجة الأولى الإنجليزي.